# Clarín (programa de ràdio)
Clarín és un programa de Radio 5 dedicat a la tauromàquia que s'emet els diumenges a la nit. Va ser fundat per Rafael Campos de España, que va dirigir el programa durant vint anys fins a la seva jubilació el 1985. El 1995 el programa va rebre un Premi Ondas en la categoria nacional de ràdio. Des de desembre de 2009 José Luis Carabias és el responsable del programa, un espai que ja havia codirigit des de 1982.